# Filmatelier Göttingen

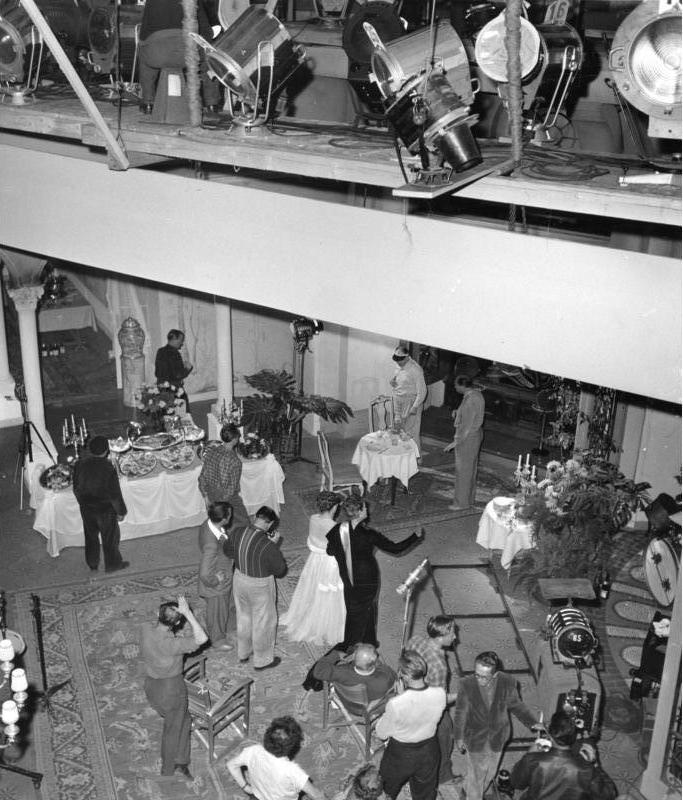
Dreharbeiten im Filmatelier Göttingen zu dem Film Alles für Papa (1953)

Das Filmatelier Göttingen war ein Filmstudio in Göttingen, in dem rund 100 Filme entstanden sind.

## Geschichte
Die am 21. August 1948 eröffneten Filmstudios entstanden nach dem Zweiten Weltkrieg in einer 1935 erbauten Halle der Aerodynamischen Versuchsanstalt (AVA), die zuvor für Flugversuche genutzt worden waren. Die Filmateliers waren zuerst im Besitz der Filmaufbau Göttingen GmbH, die von Hans Abich und Rolf Thiele gegründet worden war. Diese mussten den Atelierbetrieb bereits nach ihrem ersten Film Liebe 47 an die neugegründete Filmatelier Göttingen GmbH (im Eigentum der Hamburger Vereinsbank) verkaufen.
In den folgenden Jahren entwickelte sich das Filmstudio zu einem der wichtigsten Filmzentren in Westdeutschland. Der Betrieb verfügte über eigene Werkstätten, sogar für Stuckateurarbeiten, ein Kopierwerk, ein Synchronisations- und ein Trickfilmstudio sowie über ein eigenes Gästehaus. Bis 1956 drehte die Filmaufbau sämtliche Produktionen vor Ort und viele kleinere Filmfirmen siedelten sich ebenfalls in Ateliernähe an, darunter die 1949 gegründete Hans-Domnick-Filmproduktion. Darüber hinaus mieteten sich andere Produktionsfirmen im Atelier ein. Ende der fünfziger Jahre wird die Deutsche Film Hansa zur Hauptmieterin der Ateliers. Die größte Auslastung hatten die Ateliers in der Saison 1958/59.
Wesentlichen Anteil am wirtschaftlichen Erfolg des Ateliers hatte der Filmarchitekt Walter Haag. Für die Bauten des Films Hunde, wollt ihr ewig leben? erhielt er 1959 den Bundesfilmpreis. Für den Film Nacht fiel über Gotenhafen baute Walter Haag auf dem Freigelände des Ateliers eine rotierende „Schaukel“, auf welcher das nachgebaute Deck des Unglücksschiffes Wilhelm Gustloff montiert wurde. Zusätzlich konnten über die Kulisse mit einem Schlag 16 Kubikmeter Wasser gestürzt werden. Die sogenannte „Haag-Schaukel“ kam auch bei dem Heinz-Erhardt-Film Drillinge an Bord zum Einsatz.
Die bundesdeutsche Kinokrise, die um 1960 begann, verschonte auch die Göttinger Ateliers nicht. Die Deutsche Film Hansa zog sich nach der Fusion mit der UFA (Berlin) aus Göttingen zurück. Neue Produzenten konnten, bis auf wenige Ausnahmen, kaum noch gewonnen werden. Auch Versuche, Fernsehanstalten für eine Nutzung zu gewinnen, scheiterten. Am 31. Dezember 1961 wurden die Göttinger Filmstudios geschlossen.
Ab 1970 wurde das Gebäude von der Deutschen Bundespost als Fernmeldezentrale genutzt. Mittlerweile gehört das Gelände der Sartorius AG.

## Produktionen (Auswahl)
- Liebe 47 (1948/49)
- Hallo – Sie haben Ihre Frau vergessen (1948/49)
- 12 Herzen für Charly (1948/49)
- Amico (1949)
- Nichts als Zufälle (1949)
- Nachtwache (1949)
- Um eine Nasenlänge (1949)
- Frauenarzt Dr. Prätorius (1949/50)
- Tobias Knopp – Abenteuer eines Junggesellen (1949/50)
- Export in Blond (1949/50)
- Meine Nichte Susanne (1949/50)
- Es kommt ein Tag (1950)
- Unsterbliche Geliebte (1950/51)
- Was das Herz befiehlt (1951)
- Die Schuld des Dr. Homma (1951)
- Das Haus in Montevideo (1951)
- Mein Freund, der Dieb (1951)
- Primanerinnen (1951)
- Hanna Amon (1951)
- Ein ganz großes Kind (1951/52)
- Meine Frau macht Dummheiten (1952)
- Drei Tage Angst (1952)
- Bis wir uns wiederseh’n (1952)
- Ferien vom Ich (1952)
- Der Tag vor der Hochzeit (1952)
- Lockende Sterne (1952)
- Ich warte auf Dich (1952)
- Wenn abends die Heide träumt (1952)
- Tausend rote Rosen blühn (1952)
- Uit hetzelfde nest (Zwei aus einem Nest) (1952)
- Hab’ Sonne im Herzen (1952/53)
- Die blaue Stunde (1952/53)
- Liebeskrieg nach Noten (1953)
- Hokuspokus (1953)
- Geliebtes Leben (1953)
- Tagebuch einer Verliebten (1953)
- Unter den Sternen von Capri (1953)
- Alles für Papa (1953)
- Königliche Hoheit (1953)
- Regina Amstetten (1953/54)
- Sanatorium total verrückt (1953/54)
- Dein Mund verspricht mir Liebe (1954)
- Sie (1954)
- Geständnis unter vier Augen (1954)
- Roman eines Frauenarztes (1954)
- Unternehmen Edelweiß (1954)
- Drei vom Varieté (1954)
- Ingrid – Die Geschichte eines Fotomodells (1954/55)
- Die spanische Fliege (1954/55)
- Banditen der Autobahn (1955)
- Reifende Jugend (1955)
- Mamitschka (1955)
- Die Barrings (1955)
- Nacht der Entscheidung (1955/56)
- Der Jäger vom Roteck (1955/56)
- In Hamburg sind die Nächte lang (1955/56)
- Die gestohlene Hose (1956)
- Friederike von Barring (1956)
- Ohne Dich wird es Nacht (1956)
- II-A in Berlin (1956)
- Zu Befehl, Frau Feldwebel! (1956)
- Heidemelodie (1956)
- Der Etappenhase (1956/57)
- Rot ist die Liebe (1956/57)
- Der müde Theodor (1957)
- Witwer mit fünf Töchtern (1957)
- Egon, der Frauenheld (1957)
- Kein Auskommen mit dem Einkommen! (1957)
- Frauenarzt Dr. Bertram (1957)
- El Hakim (1957)
- Nachtschwester Ingeborg (1958)
- Grabenplatz 17 (1958)
- Blitzmädels an die Front (1958)
- Mein Mädchen ist ein Postillion (1958)
- Vater, Mutter und neun Kinder (1958)
- Nick Knattertons Abenteuer (1958/59)
- Hunde, wollt ihr ewig leben (1958/59)
- So angelt man keinen Mann (1959)
- Natürlich die Autofahrer (1959)
- Arzt aus Leidenschaft (1959)
- Rosen für den Staatsanwalt (1959)
- Ja, so ein Mädchen mit 16 (1959)
- Drillinge an Bord (1959)
- Nacht fiel über Gotenhafen (1959/60)
- Die zornigen jungen Männer (1959/60)
- Himmel, Amor und Zwirn (1960)
- Im Namen einer Mutter (1960)
- Der letzte Fußgänger (1960)
- Die junge Sünderin (1960)
- Fabrik der Offiziere (1960)
- Frau Irene Besser (1960/61)
- Das Wunder des Malachias (1960/61)
- Was macht Papa denn in Italien? (1961)
- Kalamitäten (1961)
- Das letzte Kapitel (1961)
- Isola Bella (1961)
- Heute gehn wir bummeln (1961)
- Der verkaufte Großvater (1961/62)